# UTC+12
UTC +12:00 é o fuso onde o horário é contado a partir de mais doze horas em relação ao horário do Meridiano de Greenwich.
Longitude ao meio: 180º 00' 00" L
Esse fuso horário é usado por:
- Estados Unidos:

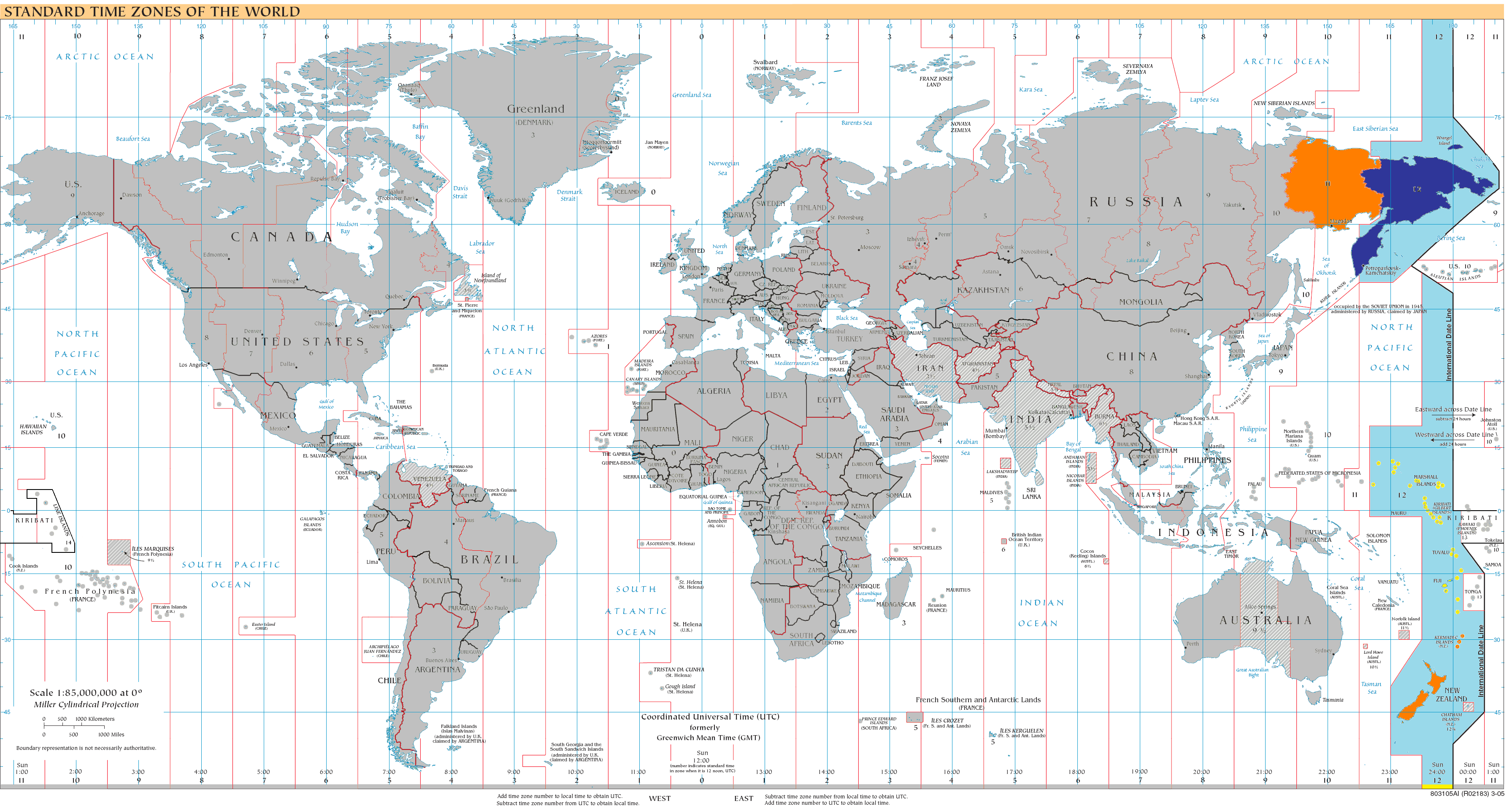
Mapa contendo as variações de tempo de acordo com a longitude, com a UTC+12:00 em destaque.

  - Ilhas Menores Distantes dos Estados Unidos:
    - Ilha de Wake
- Fiji
- França:
  - Wallis e Futuna
- Ilhas Marshall
- Kiribati
  - Oeste: Ilhas Gilbert
- Nauru
- Nova Zelândia
- Rússia
  - Zona 11: Anadyr e Petropavlovsk-Kamchatski
- Tuvalu